# شوکران (دو ماهنامه)
شوکران مجله‌ای است در زمینهٔ ادبیات به سردبیری پونه ندایی شاعر معاصر که هر دو ماه یک بار چاپ می‌شود.
این نشریه با تکیه بر نقد ادبی، مباحث تئوریک، ادبیات قوام و نقد و بررسی ادبیات ایران و جهان به همراه شعر و داستان و نقد کتاب هر دو ماه یکبار منتشر می‌شود.